# Terrarium
Terrarien (von lateinisch terra „Land, Erde“) sind Behälter und Anlagen, die Terrarianer zur Haltung verschiedener Tiere und Pflanzen betreiben. Anders als bei Aquarien dominiert der Landanteil und/oder der Luftraum. Aquarien und Terrarien werden unter dem Oberbegriff Vivarien zusammengefasst. Terrarien bestehen meist aus Glas, Kunststoff oder Holz und sind an zumindest einer Seite einsehbar.
Oft wird der Lebensraum der gepflegten Tiere oder Pflanzen im Terrarium auf kleinerem Raum nachgebildet. Der Terrarianer bemüht sich um angepasste Klimatisierung: Temperatur, Luftfeuchtigkeit, Wasserwerte und Beleuchtung werden gesteuert, inklusive ihrer jahreszeitlichen und täglichen Schwankungen.
Beliebte Terrarienpflanzen sind etwa Kakteen, Bromelien, Orchideen, Farne, Moose und Wasserpflanzen. Es gibt zum einen reine Pflanzenterrarien; zum anderen werden in Terrarien oft Wirbeltiere – beispielsweise Reptilien, Amphibien oder Kleinsäuger – und Wirbellose – z. B. Insekten, Spinnen, Krebse oder Skorpione – gehalten.
Terrarien müssen an die Ansprüche der gepflegten Lebewesen angepasst werden. Vielfach werden Terrarien vom Terrarianer selbst geplant und gebaut. Je nach Besatz, Konstruktion und Zweck gibt es unterschiedliche Terrarien:

## Terrarientypen
- Aquaterrarium: Unter dem Oberbegriff Aquaterrarien versteht man Terrarien, die aus einem Wasser- und einem Landteil bestehen.
- Waldterrarium: Dieser Terrarientyp bildet halbfeuchte oder halbtrockene Waldlandschaften nach. Es liegt mit seinen Temperatur- und Luftfeuchtigkeitswerten zwischen einem Trockenterrarium und dem Regenwaldterrarium.

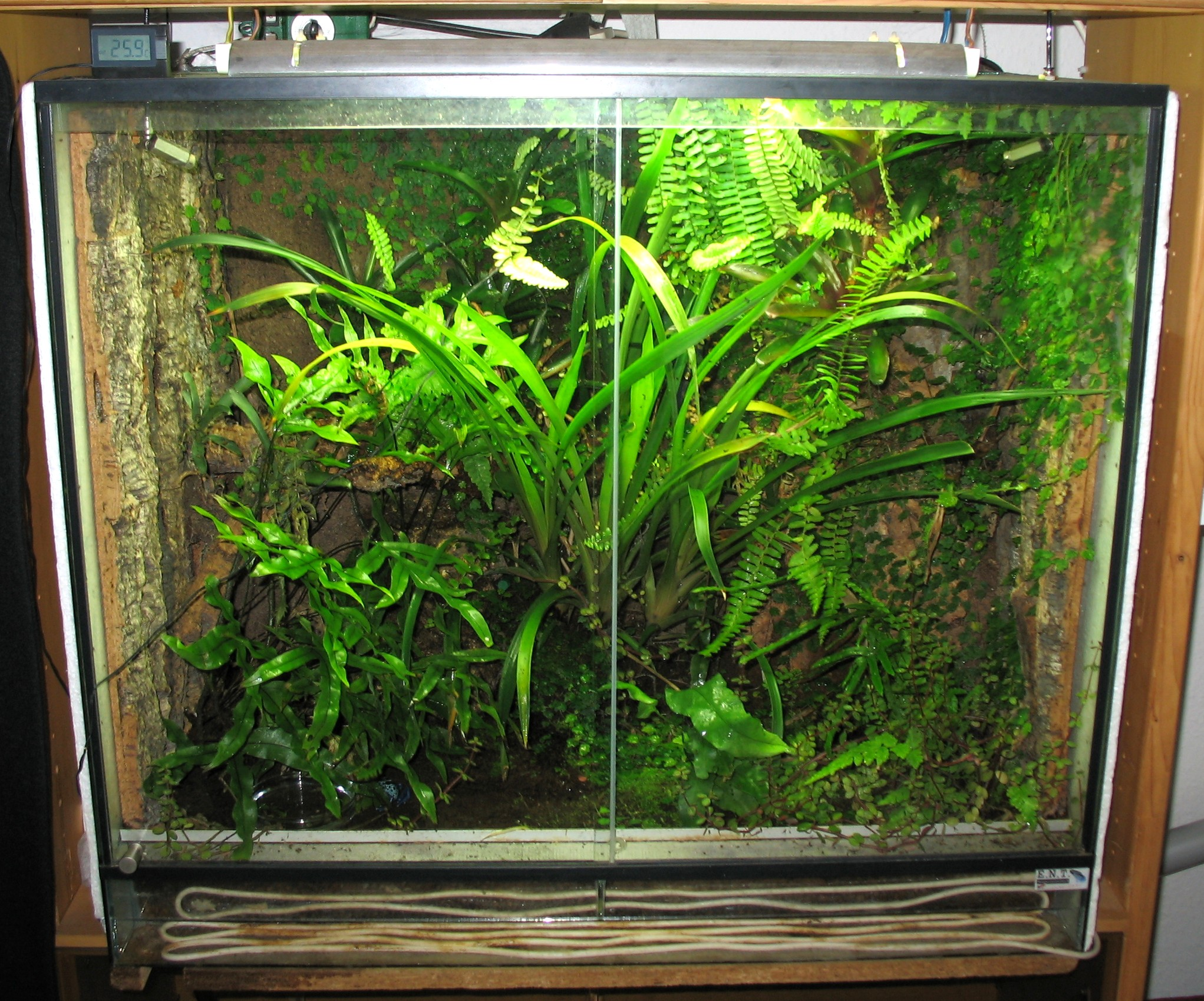
Regenwaldterrarium

- Regenwaldterrarium: In einem Regenwaldterrarium wird der Lebensraum von Pflanzen und Tieren aus den feuchten Tropen nachgebildet.
- Trockenterrarium: Als Überbegriff versteht man unter einem Trockenterrarium alle beheizten und trockenen Terrarien. Abhängig von der Dekoration, der Bepflanzung und der Tierhaltung unterscheidet man zwischen:

- Wüstenterrarium: Hier wird eine Wüste nachgebildet. Der Bodengrund besteht bei diesem Terrarium aus einer tiefen Sandschicht oder aus einer Mischung aus Lehm und Sand. Ein Wüstenterrarium wird nur spärlich mit maximal 2 Pflanzen, einer Wurzel und/oder einem Kaktusskelett bepflanzt.
- Steppenterrarium: In einem Steppenterrarium wird die Übergangszone zwischen einer Wüste und einer Savanne nachgebildet.
- Savannenterrarium: Ein Savannenterrarium bildet mit widerstandsfähigen Pflanzen, Hölzern und Steinen eine weite Ebene nach. Es kann mit Agavengewächsen, kleinen Feigenkaktusarten und Bogenhanf reichhaltiger gestaltet werden als ein Steppenterrarium.
- Felsterrarium: In einem Felsterrarium wird eine Gesteinslandschaft nachgebildet.

- Freilandterrarium: Unter einem Freilandterrarium versteht man Anlagen, die auf die (zeitweise) Haltung im Freien ausgerichtet sind. Hier werden folgende Unterformen unterschieden:

- Trockenlandschaften: Sie ahmen den Lebensraum von Kröten, Eidechsenarten und bestimmten Landschildkröten nach.
- Sumpflandschaften: In einer Sumpflandschaft wird der Lebensraum von Molchen, Unken und Kröten nachgebildet.
- Teichlandschaften: Der Lebensraum für Froschlurche, Salamander, Nattern und Wasserschildkröten wird durch eine Teichlandschaft nachgeahmt.

- Quarantäneterrarium: In einem Quarantäneterrarium werden neu erworbene oder kranke Tiere zeitlich befristet von anderen Tieren isoliert, um Krankheitsübertragungen zu vermeiden.
- Formicarium: Unter einem Formicarium versteht man ein Terrarium, das den natürlichen Lebensraum einer Ameisenart nachbildet.
- Insektarium: In einem Insektarium wird der natürliche Lebensraum einer Insektenart nachgebildet.

Weitere Einteilungsmöglichkeiten ergeben sich z. B. aus: Format, Größe und Material, Wassergehalt und Temperatur, Aufstellungsort, -zeit und Zweck, oder der Tier- bzw. Pflanzenart, z. B. beim Flaschengarten.

## Terrarienpflanzen
Unter Terrarienpflanzen versteht man lebende oder künstliche Pflanzen, die sich in einem Terrarium befinden. Das Wort Terrarienpflanze ist ein Kompositum aus „Terrarium“ (von lat. terra „Land, Erde“) und „Pflanze“.
Es wird zwischen reinen Pflanzenterrarien und Terrarien mit zusätzlicher Haltung verschiedener Tiere unterschieden. Im nachgebildeten Lebensraum des Terrariums ist die Bepflanzung und Tierhaltung je nach Art und Anspruch von ihrer natürlichen Umgebung abhängig.

## Terrarientiere
In einem Terrarium können die unterschiedlichsten Tierarten gehalten werden. Je nach Terrarientyp sind in der nachfolgenden Tabelle unterschiedliche Tierarten beispielhaft aufgeführt.
| Terrarientyp       | Tierart                                                         | Biologische Systematik | Lebensweise/Besonderheiten | Bild |  |
| ------------------ | --------------------------------------------------------------- | --- | --- | ---- |  |
| Aquaterrarium      | - Südliche Schwimmnatter (Nerodia fasciata)                     | - Klasse: Reptilien - Ordnung: Schuppenkriechtiere - Unterordnung: Schlangen - Familie: Nattern - Gattung: Nerodia - Art: Südliche Schwimmnatter                             | - boden- und wasserbewohnend - tagaktiv - benötigt Versteck- und Rückzugsmöglichkeiten - schwimmt und taucht                                                                             |      |  |
| Aquaterrarium      | - Rotaugenlaubfrosch (Agalychnis callidryas)                    | - Klasse: Amphibien - Ordnung: Froschlurche - Unterordnung: Neobatrachia - Familie: Laubfrösche - Gattung: Rotaugenlaubfrösche - Art: Rotaugenlaubfrosch                     | - bodenbewohnend, klettert auch - nachtaktiv - schläft auf der Unterseite großer Blätter - Daumen kann den anderen Fingern gegenübergestellt werden                                      |      |  |
| Aquaterrarium      | - Chinesischer Feuerbauchmolch (Cynops orientalis)              | - Klasse: Amphibien - Ordnung: Schwanzlurche - Unterordnung: Salamanderverwandte - Familie: Echte Salamander - Gattung: Feuerbauchmolche - Art: Chinesischer Feuerbauchmolch | - boden- und wasserbewohnend - tagaktiv - benötigt trockene Sitzplätze |      |  |
| Aquaterrarium      | - Südliche Zierschildkröte (Chrysemys picta dorsalis)           | - Klasse: Reptilien - Ordnung: Schildkröten - Unterordnung: Halsberger - Familie: Neuweltliche Sumpfschildkröten - Gattung: Zierschildkröten - Art: Südliche Zierschildkröte | - tagaktiv - Tiere sonnen sich auf Ästen oder Steinen die aus dem Wasser ragen |      |  |
| Waldterrarium      | - Zweihornchamäleon (Bradypodion tavetanum)                     | - Klasse: Reptilien - Ordnung: Schuppenkriechtiere - Unterordnung: Echsen - Familie: Geckos - Gattung: Kinyongia - Art: Zweihornchamäleon                                    | - baumbewohnend - tagaktiv - nehmen Sonnenbäder |      |  |
| Waldterrarium      | - Tigervogelspinne (Poecilotheria regalis)                      | - Klasse: Spinnentiere - Ordnung: Webspinnen - Unterordnung: Vogelspinnenartige - Familie: Vogelspinnen - Gattung: Poecilotheria - Art: Poecilotheria regalis                | - baumbewohnend - dämmerungs- und nachtaktiv - bevorzugen die Flucht statt Verteidigung                                                                                                  |      |  |
| Waldterrarium      | - Kragenechse (Chlamydosaurus kingii)                           | - Klasse: Reptilien - Ordnung: Schuppenkriechtiere - Unterordnung: Echsen - Familie: Agamen - Gattung: Chlamydosaurus - Art: Chlamydosaurus kingii                           | - baumbewohnend - tagaktiv - zur Abschreckung spannt sie bei Bedrohung den Kragen auf - wenn sie am Boden flüchtet, nur auf den Hinterbeinen laufend                                     |      |  |
| Waldterrarium      | - Australische Gespenstschrecke (Extatosoma tiaratum)           | - Klasse: Insekten - Ordnung: Gespenstschrecken - Unterordnung: - Familie: Wandelnde Blätter - Gattung: Extatosoma - Art: Extatosoma tiaratum                                | - baumbewohnend - nachtaktiv - können sich jungfräulich fortpflanzen (Parthenogenese) |      |  |
| Regenwaldterrarium | - Blaue Burma-Vogelspinne (Cyriopagopus lividus)                | - Klasse: Spinnentiere - Ordnung: Webspinnen - Unterordnung: Vogelspinnenartige - Familie: Vogelspinnen - Gattung: Cyriopagopus - Art: Cyriopagopus lividus                  | - beim Weibchen erkennbare Samentaschen, in dem der Samen des Männchens gespeichert wird - bei fehlender Rückzugsmöglichkeit aggressiv                                                   |      |  |
| Regenwaldterrarium | - Dickkopfanolis (Anolis cybotes)                               | - Klasse: Reptilien - Ordnung: Schuppenkriechtiere - Unterordnung: Echsen - Familie: Leguane - Gattung: Audantia - Art: Dickkopfanolis                                       | - tagaktiv - baumbewohnend - hängt oft kopfüber mit vorgestrecktem Kopf an Bäumen und beobachtet die Umwelt                                                                              |      |  |
| Regenwaldterrarium | - Dreistreifen-Baumsteiger (Epipedobates tricolor)              | - Klasse: Amphibien - Ordnung: Froschlurche - Unterordnung: Neobatrachia - Familie: Baumsteigerfrösche - Art: Dreistreifen-Baumsteiger                                       | - tagaktiv - bodenbewohnend - ihr Gift schützt sie vor Fressfeinden und wehrt Mikroorganismen auf der Haut ab - territoriales Verhalten der Männchen - im Verhältnis zur Größe sehr laut |      |  |
| Aquaterrarium      | - Östliche Bändernatter (Thamnophis sauritus sauritus)          | - Klasse: Reptilien - Ordnung: Schuppenkriechtiere - Unterordnung: Schlangen - Familie: Nattern - Art: Östliche Bändernatter                                                 | - bodenbewohnend - tagaktiv - trockene Sonnenplätze - schwimmt und klettert |      |  |
| Trockenterrarium   | - Bartagame (Pogona vitticeps)                                  | - Klasse: Reptilien - Ordnung: Schuppenkriechtiere - Unterordnung: Echsen - Familie: Agamen - Gattung: Bartagamen                                                            | - Haltung im Wüstenterrarium - bodenbewohnend - tagaktiv - benötigt Versteck- und Klettermöglichkeiten - bevorzugt Sonnenbäder                                                           |      |  |
| Trockenterrarium   | - Rotbeinvogelspinne (Brachypelma auratum)                      | - Klasse: Spinnentiere - Ordnung: Webspinnen - Unterordnung: Vogelspinnenartige - Familie: Vogelspinnen - Gattung: Brachypelma - Art: Rotbeinvogelspinne                     | - bodenbewohnend - dämmerungs-/nachtaktiv - versteckt sich in Höhlen unter Steinen oder Korkrindenstücken                                                                                |      |  |
| Trockenterrarium   | - Nordafrikanischer Dickschwanzskorpion (Androctonus australis) | - Klasse: Spinnentiere - Ordnung: Skorpione - Unterordnung: Neoscorpionia - Familie: Buthidae - Gattung: Androctonus - Art: Androctonus australis                            | - bodenbewohnend - nachtaktiv |      |  |

## Temperatur
Ein Terrarium sollte nach Möglichkeit die natürlichen Temperaturschwankungen (Tag- und Nachtrhythmus) simulieren. Je nach Tierart und entsprechendem Terrarientyp werden unterschiedliche Wärmequellen integriert. In der Regel sind die meisten Terrarientiere sogenannte Kaltblüter. Zu ihnen zählen die Reptilien, Amphibien und Wirbellosen. Um ihre Körpertemperatur zu halten, sind die wechselwarmen Tiere von der Umgebungstemperatur abhängig. Um eine Körpertemperatur zu erreichen, bei der ihr Stoffwechsel optimal funktioniert, sind sie auf diese äußeren Wärmequellen angewiesen. So benötigen z. B. die Kaltblüter zum Erhöhen ihrer Körpertemperatur angepasste Voraussetzungen an das Terrarium. Oft ist eine Wärmequelle in Form einer Bestrahlung erforderlich, deren Werte über der jeweiligen Lufttemperatur liegen sollten. Auch eine hohe Wasser- oder Lufttemperatur, oder eine warme Kontaktfläche (z. B. Heizsteine) können erforderlich sein.

## Feuchtigkeit
Niederschlagsmenge, Bodenfeuchtigkeit und die relative Luftfeuchtigkeit (rF) sind in einem Terrarium sehr wichtig. Die idealen Werte sind u. a. von der jeweiligen Tierhaltung abhängig. In einem zu trockenen Terrarium häuten sich z. B. Geckos sehr schlecht, demgegenüber kommt es in zu feuchten Behältern oftmals zum Auftreten von Schimmelpilzen. Viele Tierarten in Trockenterrarien benötigen beispielsweise einen zusätzlich feuchten Unterschlupf aus Torfmoos oder Sand, um dort ihre Eier abzulegen. Eine Erhöhung der relativen Luftfeuchtigkeit wird durch Luftbefeuchter, einen erwärmten Wasserteil oder durch „Sprühen“ erreicht.

## Bodengrund
Vom Terrarientyp und der entsprechenden Tier- und/oder Pflanzenhaltung ist die Wahl des Bodensubstrats abhängig. Bei den meisten Substraten kann eine Keimarmut durch vorherige Erhitzung im Backofen erreicht werden. Zu den häufigsten Bodengründen zählen:
- Aquarienkies: Dieser sollte nur im Wasserteil des Terrariums verwendet werden, da es bei bestimmten Arten zu Verstopfung führen kann, wenn er gefressen wird. Im Aquarienkies können sich Abfallstoffe festsetzen, daher ist eine regelmäßige Reinigung erforderlich.
- Blähton: Der Vorteil liegt in der Fähigkeit, Feuchtigkeit aufzunehmen, daher eignet er sich besonders für das Quarantäneterrarium. Das Granulat muss wegen Schmutzpartikeln, die sich zwischen die Kügelchen setzen können, regelmäßig ausgetauscht werden. In Regenwaldterrarien wird Blähton oft als Drainageschicht eingebaut und vom eigentlichen Bodengrund durch ein wasserdurchlässiges Vlies abgetrennt.
- Blumenerde: Ein Substrat für Trockenterrarien ist alte Blumenerde. Keinesfalls dürfen in dieser Erde Perlit oder Pestizide enthalten sein, da diese für Terrarientiere schädlich sein können. Blumenerde kann schnell verrotten und übel riechen, wenn sie nass wird.
- Baumrinde und Lauberde: Reptilien finden darin Verstecke oder Eiablageplätze. Sie stellen ein ideales Substrat für Pflanzen dar, zudem wirken Baumrinden und Lauberde natürlich. Da sie zur Schimmel- und Keimbildung neigen, müssen sie im Vorfeld durch trockene Erhitzung desinfiziert werden. Als Destruenten können z. B. Regenwürmer hinzugegeben werden, da Abfälle somit auf natürliche Weise abgebaut werden.
- Fußbodenbelag: Ein Fußbodenbelag ermöglicht eine optimale Reinigung und kann somit weitgehend frei von Parasiten und Schmutz gehalten werden.
- Hobelspäne: Sie sind geeignet für die Schlangenhaltung, da diese sich gerne darin eingraben. Bei Echsen und Schildkröten besteht durch das Verschlucken einzelner Späne Obstipationsgefahr.
- Kunstrasen: Der Vorteil liegt in der Hygiene, denn Kunstrasen kann problemlos gereinigt werden.
- Kokoshumus: Kokoshumus ist für Terrarien und deren Bewohner geeignet, die eine hohe Luftfeuchtigkeit benötigen, da Kokoshumus eine sehr hohe Speicherkapazität von Wasser besitzt.
- Korkstücke: Sie bieten Versteckmöglichkeiten z. B. für die Riesenvogelspinne.
- Maispellets: Für Trockenterrarien, in denen nicht gegraben wird, eignen sich Maispellets. Sie sind ungefährlich und zudem als Trockenfutter genießbar.
- Moos: Als Bodengrund eignet sich Moos für Feuchtterrarien mit Amphibien. Es kann reichlich Wasser speichern und die Feuchtigkeit relativ gleichmäßig abgeben. Aus Torfmoos können Amphibien feuchte Schlupflöcher bauen. Es stirbt zwar schnell ab, neigt jedoch nicht dazu, schnell zu vermodern.
- Orchideensubstrat: Das gesiebte Substrat ist für Regenwaldterrarien geeignet. Es verrottet kaum und neigt nur wenig zur Schimmelbildung.
- Rindenspäne: Oftmals werden Rindenspäne der Buche verwendet. Sie wirken natürlich und Verschmutzungen können leicht entfernt werden. Für Regenwaldterrarien sind Rindenspäne eher ungeeignet, da sie zur Schimmelbildung neigen.
- Sand: Das Substrat ist für viele Terrarientiere geeignet. Da er Flüssigkeit aus Exkrementen aufnimmt und somit einen Nährboden für Bakterien bildet, muss er regelmäßig ausgetauscht werden. Sand besitzt die Fähigkeit, Wärme zu speichern, was in Kombination mit einer Bodenheizung zu einer Überhitzung führen kann. Aufgrund seiner Kornstruktur verklebt Quarzsand nicht so leicht. Der orangefarbene Lehmsand wird hart, wenn er feucht wird, und eignet sich daher besonders für Wüstentiere, die sich in Höhlen eingraben.
- Waldboden: Unter Waldboden versteht man normales Bodensubstrat, das mit etwas Boden aus dem Wald geimpft wurde. Durch die so hinzugegebenen Mikroorganismen und Kleintiere entsteht eine Art natürliches Gleichgewicht, bei dem es nicht mehr nötig ist, die Pflanzen zu düngen oder den Bodengrund auszutauschen, da Abfallstoffe auf natürliche Weise abgebaut werden. Diese Art Bodengrund eignet sich vor allem für dicht bepflanzte Wald- und Regenwaldterrarien.

## Rückwände
Rückwände bieten zusätzliche Klettermöglichkeiten, spenden Schutz und sind dekorativ. Durch den zusätzlichen Ausbau von Terrassen wird zudem der Aktionsraum vergrößert. Für die Gestaltung der verschiedenen Terrarientypen und der Tierhaltung stehen unterschiedliche Materialien zur Verfügung. Verwendet werden u. a. Korkplatten, Korkrinde, Torfplatten, eingefärbtes Styropor oder einfache Holzplatten. In Paludarien werden auch Baumfarnplatten („Mexifarn“) verwendet, wobei inzwischen viele Länder die Ausfuhr dieses Materials verbieten, da die tropischen Baumfarne stark gefährdet sind.

## Belüftung
Damit gehaltene Tiere keinen Sauerstoffmangel erleiden, muss in einem Terrarium ein stetiger Luftaustausch stattfinden. Auch werden Kondenswasserbildung, Schimmelbildung und Fäulnis durch eine gute Belüftung verhindert. Strahler, die vor einer aluminiumbeschichteten Abschirmung montiert werden, bewirken eine Luftumwälzung, da die warme Luft nach oben steigt und frische Luft angesaugt wird. Ebenso eignen sich auch kleine Computer-Ventilatoren. Sehr feuchte Terrarien, wie das Aqua- oder Regenwaldterrarium können zusätzlich durch Gitter am unteren Rand der Frontscheibe oder am Deckel zusätzlich belüftet werden, wobei darauf zu achten ist, dass keine Zugluft entsteht.

## Beleuchtung
Unabhängig von der Temperatur beginnen viele Arten bei einer abnehmenden Tageslänge mit einer Ruheperiode. Mit einer Beleuchtung wird möglichst exakt die Lichtdauer des Herkunftslandes der Tiere und Pflanzen simuliert. So zeigen z. B. viele Reptilien nur bei ausreichender Beleuchtung ihre optimal ausgeprägten Färbungen. Ebenso benötigen die Pflanzen in einem Terrarium zur notwendigen Photosynthese eine Lichtquelle. Oft werden unterschiedliche Lampen in einem Beleuchtungskasten installiert. Je nach Terrarientyp, Tier- und Pflanzenhaltung sind unterschiedliche Lichtquellen geeignet:
- Energiesparlampen: Der Vorteil dieser Lampen liegt darin, dass sie in der Regel feuchtraumsicher sind. Im Vergleich zu den anderen Beleuchtungsarten spenden sie jedoch ein eher „kaltes“ Licht.
- Glühlampen: Glühlampen strahlen nach allen Seiten viel Wärme ab, sodass eine in etwa gleichbleibende Temperatur im Terrarium besteht. Jedoch wird häufig die benötigte Temperatur von 35 Grad Celsius nicht erreicht. Auch verbreiten Glühlampen nur eine unzureichende Menge an Licht, ebenso wird das Farbspektrum des natürlichen Lichts nur unzureichend wiedergegeben. (Sub)tropische Tierarten benötigen eine an ihre natürlichen Lebensräume angepasste Lichtintensität, die etwa in der vollen Sonne bei 100000 Lux und am Boden eines Regenwaldes nur 200 – 500 Lux beträgt. Glühbirnen finden daher ausschließlich bei nachtaktiven Insekten, Spinnen, Skorpionen, Amphibien und Reptilien ihre Anwendung.
- Halogenlampen: Sie strahlen ein breites Farbspektrum mit UV-Strahlung ab, besitzen eine hohe Lichtintensität und geben viel Wärme ab. Geeignet sind kleine Halogenlampen für kleine Terrarien.
- Keramische Wärmestrahler: Sie geben viel Wärme, aber kein Licht ab. Meistens finden sie Verwendung, um ein großes Terrarium nachts zu erwärmen.
- Leuchtstofflampen: Diese Lampen geben wenig Wärme ab, dafür aber viel Licht. Zudem sind sie eine energiesparende Lichtquelle. Besonders eignen sich diese Lampen für ein Paludarium.
- Quecksilberhochdrucklampen: Diese HQL-Strahler zeichnen sich durch eine große Lichtausbeute aus und strahlen viel Wärme ab. Geeignet sind diese Leuchten für mittlere bis große Steppen- und Wüstenterrarien.
- Strahler: Strahler bewirken in einem Terrarium ein Temperaturgefälle, da sich Wärme und Licht auf einen Fleck konzentrieren. Bei einer Höhe von 30 cm wird mit 40-Watt-Lampen eine Raumtemperatur von 35 bis 45 °C erreicht.